# 고양이의 정위반사

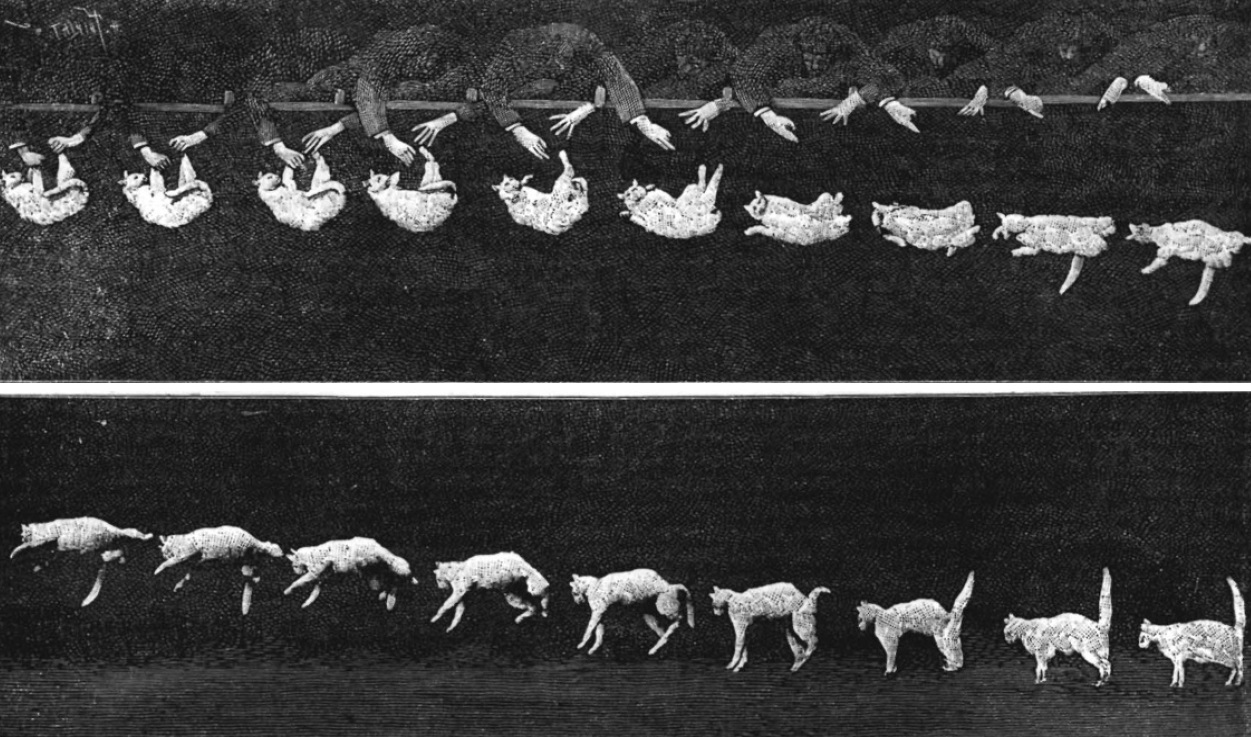
추락하는 고양이 – 에티엔 줄스 마레이의 크로노포그래피에 포착된 이미지(Nature, 1894년)

고양이의 정위반사(고양이의 定位反射)는 고양이가 떨어질 때 착지하기 위해 방향을 잡는 선천적인 능력이다. 정위반사는 생후 3~4주부터 나타나며, 6~9주에 완성된다. 고양이들이 이렇게 할 수 있는 것은 그들이 유난히 유연한 등뼈를 가지고 있고 쇄골(목뼈)이 없기 때문이다. 꼬리는 도움이 되는 것 같지만 꼬리가 없는 고양이도 이런 능력이 있는데, 고양이는 대부분 다리를 움직이고 척추를 일정한 순서로 비틀어 돌리기 때문이다.

## 기술

떨어지는 고양이 모션의 개략적인 애니메이션

고양이들은 위아래를 눈과 전정기관으로 판단한 후, 순각 운동량을 바꾸지 않고 몸을 비틀어 아래를 향하게 한다. 그들은 이러한 주요 단계를 통해 이를 달성할 수 있다.
1. 몸의 앞부분이 뒷부분과 다른 축을 중심으로 회전하도록 가운데를 구부린다.
2. 앞다리를 안으로 집어넣어 몸의 앞부분의 관성모멘트를 줄이고 뒷다리를 늘려 몸의 뒷부분의 관성모멘트를 높여 앞부분이 10°만 반대방향으로 회전할 수 있도록 한다.
3. 앞다리를 펴고 뒷다리를 집어넣어 뒷다리를 더 많이 회전시키면서 앞다리는 반대 방향으로 덜 회전한다.

고양이의 유연성과 초기 각운동량에 따라, 고양이는 완전한 180° 회전을 완료하기 위해 2단계와 3단계를 반복적으로 수행해야 할 수도 있다.

## 말단 속도
정위반사에 더해, 고양이는 넘어짐으로 인한 피해를 줄이는 다른 특징들을 가지고 있다. 작은 크기, 가벼운 뼈 구조, 두꺼운 털은 말단 속도를 감소시킨다. 넘어지는 동안 고양이는 드래그를 늘리기 위해 몸을 벌린다. 고양이들은 97km/h에서 190km/h의 속도를 낸다. 2003년 고양이의 고층 증후군에 대한 연구는 고양이들이 최대 속도를 달성한 후 팔다리의 방향을 수평으로 잡아 그 영향이 몸 전체에 더 고르게 분포한다는 것을 발견했다.:311

## 부상
정위반사로 고양이는 종종 다치지 않고 착지한다. 하지만, 고양이들이 여전히 뼈를 부러뜨리거나 극단적인 추락으로 죽을 수 있기 때문에 항상 그런 것은 아니다. 1987년 미국수의학회지에 실린 미국 뉴욕동물병원 고양이 132마리를 대상으로 한 연구에서 고양이 한 마리당 부상은 7층 높이까지 떨어진 높이에 따라 비례하게 증가했지만 7층 이상에서는 감소한 것으로 나타났다. 한 고양이는 46층 높이의 추락에서 살아남았고 전혀 다치지 않고 착륙했다. 연구 저자들은 5층 높이에서 떨어진 후 고양이들이 말단 속도에 도달한 후 긴장을 풀고 몸을 펼쳐 항력을 증가시켰다고 추측했다. 그러나, 이 연구에 대한 비판자들은 즉시 치명적인 추락이 포함되지 않는다는 점에서 생존자 편향을 지적하면서 더 높은 추락으로 부상률이 감소했다는 저자들의 결론에 의문을 제기했다. 2003년 119마리의 고양이를 대상으로 한 연구는 "7층 이상의 층에서 추락하는 것은 더 심각한 부상과 더 높은 흉부 외상과 관련이 있다"고 결론지었다.

## 추가 문헌
- Arabyan, A.; Tsai, D. (1998). “A distributed control model for the air-righting reflex of a cat”. 《Biol. Cybern.》 79 (5): 393–401. doi:10.1007/s004220050488. PMID 9851020.
- Diamond, J. (1988). “Why cats have nine lives”. 《Nature》 332 (6165): 586–587. Bibcode:1988Natur.332..586D. doi:10.1038/332586a0. PMID 3357516.
- Laouris, Y.; Kalli-Laouri, J.; Schwartze, P. (1990). “The postnatal development of the air-righting reaction in albino rats. Quantitative analysis of normal development and the effect of preventing neck-torso and torso-pelvis rotations”. 《Behavioural Brain Research》 37 (1): 37–44. doi:10.1016/0166-4328(90)90070-U. PMID 2310493.
- Laouris, Y.; Kalli-Laouri, J.; Schwartze, P. (1990). “The influence of altered head, thorax and pelvis mass on the postnatal development of the air righting reaction in albino rats”. 《Behav. Brain Res.》 38 (2): 185–190. doi:10.1016/0166-4328(90)90016-8. PMID 2363837.